# Michelle Fischbach
Michelle Louise Helene Fischbach, nata St. Martin (Woodbury, 3 novembre 1965), è una politica statunitense, membro della Camera dei Rappresentanti per lo stato del Minnesota dal 2021.

## Biografia
Nata a Woodbury, Michelle Fischbach studiò scienze politiche laureandosi nel 1989. Nel 2011 conseguì poi anche una laurea in giurisprudenza.
Entrata in politica con il Partito Repubblicano, nel 1994 fu eletta all'interno del consiglio comunale di Paynesville, dove restò fin quando non vinse un seggio all'interno del Senato del Minnesota nel 1996. Negli anni successivi venne riconfermata dagli elettori per altri sette mandati. Quando, nel 2011, i repubblicani conquistarono per la prima volta la maggioranza nell'assemblea, Michelle Fischbach venne votata dai suoi colleghi come presidente, divenendo la prima donna ad occupare tale carica. La Fischbach mantenne l'incarico fino al 2013, quando i repubblicani persero la maggioranza, ma fu rieletta presidente quando la riconquistarono nel 2017.

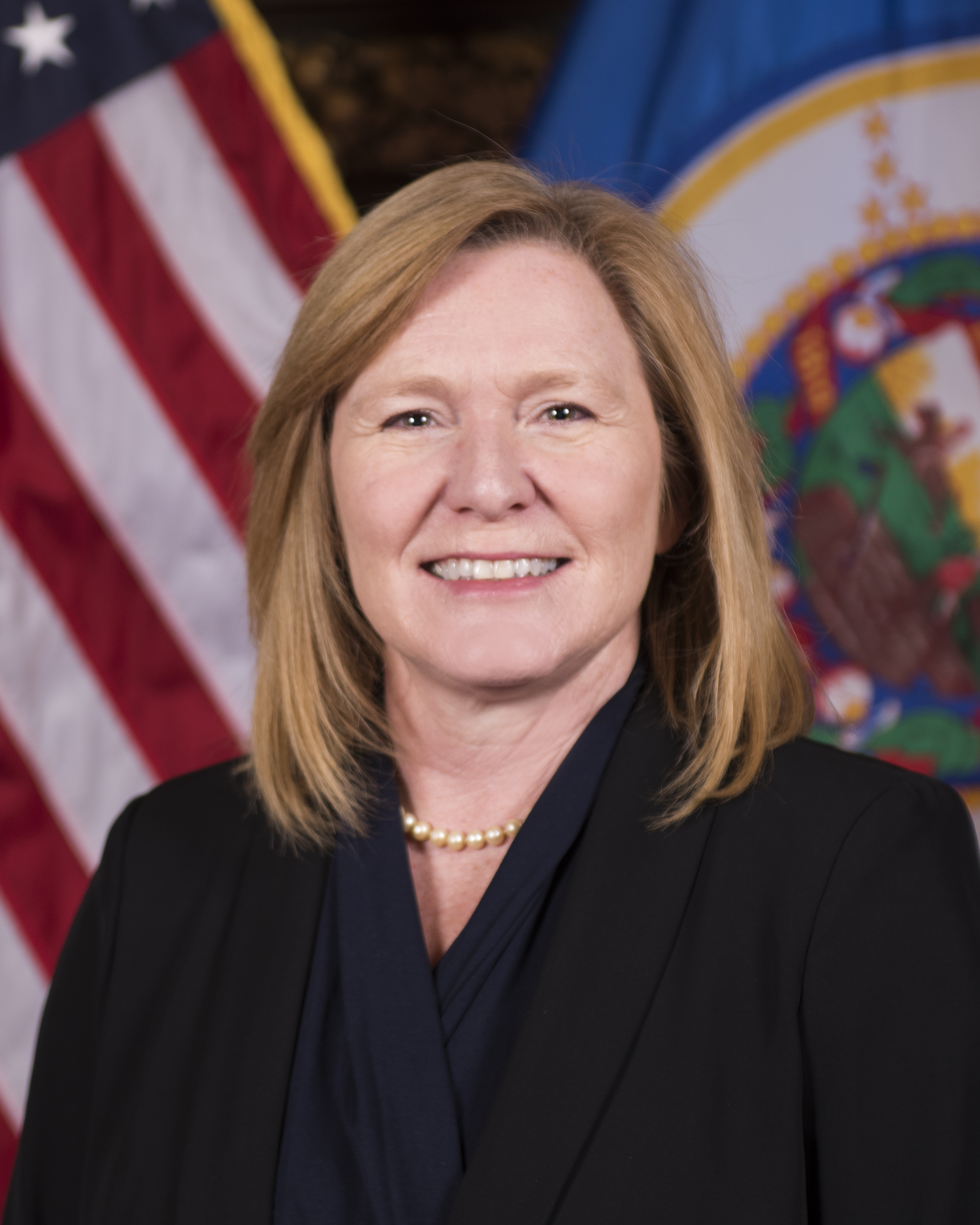
Foto ufficiale della Vicegovernatrice Fischbach nel 2018

Quando, nel 2018, la vicegovernatrice Tina Smith rassegnò le dimissioni dopo essere stata nominata senatrice al Congresso in sostituzione di Al Franken, la Fischbach divenne automaticamente vicegovernatore, in virtù delle leggi dello stato che identificano il presidente del Senato come terza carica (e quindi, diretto successore del vicegovernatore). La Fischbach tuttavia si rifiutò di lasciare il seggio che deteneva fino a quel momento, definendosi "vicegovernatore ad interim". La possibilità di mantenere contemporaneamente due cariche pubbliche così rilevanti non era fino ad allora stata contemplata, pertanto la scelta della Fischbach divenne occasione di dibattito. La donna sostenne che la carica di vicegovernatore prevedesse compiti perlopiù cerimoniali e che lei non avrebbe avuto problemi a svolgere entrambe le funzioni allo stesso tempo; rifiutò inoltre lo stipendio come vicegovernatore, mantenendo solo quello da senatrice statale. L'allora procuratore generale Lori Swanson contestò il comportamento della Fischbach, sostenendo che fosse incostituzionale. Tale vicenda rappresentava una chiave di volta per la politica del Minnesota, in quanto all'epoca i repubblicani detenevano una maggioranza di soli due seggi al Senato statale. I democratici inoltre espressero la propria intenzione di costringere la Fischbach a lasciare l'incarico attraverso un'azione legale. Nel mese di gennaio un attivista locale del Partito Democratico presentò istanza presso una corte della contea di Ramsey chiedendo che la Fischbach venisse rimossa, ma la stessa venne rigettata il mese successivo. La vicenda si concluse il 25 maggio, quando Michelle Fischbach rassegnò le dimissioni dal Senato del Minnesota e prestò giuramento ufficiale come vicegovernatore.
Alle successive elezioni per la carica di governatore del Minnesota, la Fischbach fu scelta come vice dall'ex governatore Tim Pawlenty, ma la coppia fu sconfitta nelle primarie repubblicane da Jeff Johnson e Donna Bergstrom, i quali a loro volta persero le elezioni generali contro il ticket democratico composto da Tim Walz e Peggy Flanagan.
Nel 2020 si candidò alla Camera dei Rappresentanti contro il deputato democratico in carica da trent'anni Collin Peterson. La campagna elettorale risultò particolarmente combattuta e alla fine la Fischbach sconfisse Peterson con un margine di scarto di circa 50.000 voti.
Poco dopo essersi insediata come deputata, Michelle Fischbach si schierò con i repubblicani che chiedevano di sovvertire i risultati delle presidenziali tenutesi nel mese di novembre e votò contro il secondo impeachment di Donald Trump.